# Priapulopsis cnidephorus
Espèce
Priapulopsis cnidephorus est une espèce de vers marins de l'embranchement des Priapulida de la mer Adriatique.